# Robert Ritter (Schauspieler)
Robert Ritter (* 28. Oktober 1973 in Brünn) ist ein tschechischer Film- und Theaterschauspieler.

## Leben
Ausgebildet wurde Ritter am Wiener Konservatorium, Juilliard School New York, Uwe Falkenbach. Nachdem sein Vater durch antikommunistisches Verhalten unter Beobachtung stand, gelang 1981 der Familie Ritter die Flucht aus der CSSR über Jugoslawien nach Österreich.
Im März 2018 spielte Ritter die Hauptrolle des „Prof. Dr. Johannes Kling“ in der Seifenoper Schwestern – Volle Dosis Liebe.
Vom 28. August 2019 bis zum 7. Februar 2020 war er in der Hauptrolle des „Patrick Engels“ bei Herz über Kopf auf RTL zu sehen.

## Filmografie
- 2001: Gelbe Kirschen (Film)[1]
- 2001: Medicopter 117 – Jedes Leben zählt (Fernsehserie)
- 2003: Der Bockerer IV – Prager Frühling (Film)
- 2003: Hurensohn (Film)
- 2017: Die Chefin (Fernsehserie)
- 2007, 2018: SOKO Wien (Fernsehserie)
- 2017–2018: Die andere Seite (Fernsehserie)
- 2018: Schwestern – Volle Dosis Liebe (Fernsehserie)
- 2019: SOKO München (Fernsehserie)
- 2019–2020: Herz über Kopf (Fernsehserie)
- 2021: Letzter Gipfel (Fernsehfilm)
- 2024: SOKO Linz – MC4C (Fernsehserie)

## Theater
- Schmiergeld (HR-Rolle: Josef Fuchs)
- Die beiden Veroneser (Rolle: Casanova)
- Der Wolf und der Mond (Rolle: Erzähler/Wolf)
- Der Garten im Schrank (Rolle: Sohn)
- Drive-Thelma&Louise  (Rolle: Jimmy) – UA
- Der Judenstaat (HR-Rolle: Hertzl / Jacob)
- Wie es euch gefällt  (Rolle: Probstein)
- Egon Schiele  (HR-Rolle: Egon Schiele) – UA
- Gespenster  (Rolle: Oswald)
- Direktor Mahler (Rolle: Bruno Walter) – UA
- Wer gewinnt (Rolle: Charly) – UA
- Widerspenstigen Zähmung (HR-Rolle: Petruchio)
- Play Schnitzler (Rolle: John Parcelsus) – UA
- Keiner hört auf Harvey (Rolle: Bob) – UA
- Turandot (HR-Rolle: Prinz Kalaf) – UA
- Hallo Nazi (Rolle: Drago)
- Viel Lärm um Nichts (HR-Rolle: Benedict)
- Der Seitenwechsel (Rolle: Jan) – UA
- Hamlet (Rolle: Horatio)
- Ein Sommernachtstraum (Rolle: Demetrius)
- Der Schüler Gerber (Rolle: Lewy)
- Der Herr Hunzkorl (Rolle: Votan)
- Die Blutsäule (Rolle: SS-Scharführer) – UA
- Die Lissabonner Traviata (Rolle: Paul)
- Die Drei Musketiere (Rolle: Athos)